# Republic F-84 Thunderjet
Il Republic F-84 Thunderjet era un cacciabombardiere monomotore a getto ad ala dritta prodotto dall'azienda statunitense Republic Aviation Corporation dalla metà degli anni quaranta.
Considerato uno dei più importanti cacciabombardieri del secondo dopoguerra progettati negli Stati Uniti d'America, venne utilizzato in patria dall'United States Air Force ed esportato in numerose nazioni straniere tra cui l'Italia.
Il progetto originale venne sviluppato in diverse varianti; due di queste, oggetto di sostanziali modifiche tecniche, ricevettero una nuova designazione: l'F-84F Thunderstreak ed il fotoricognitore RF-84F Thunderflash.

## Storia del progetto
Nel 1944 la Republic Aviation Company iniziò a lavorare ad una versione a reazione del proprio cacciabombardiere Republic P-47 Thunderbolt, nel tentativo di realizzare con rapidità un'arma che potesse affiancare l'affidabilità di un progetto collaudato alla novità del motore a getto.
Durante le progettazione però ci si accorse che quest'idea avrebbe prodotto un risultato insoddisfacente (come, analogamente, avvenne per la versione a getto del North American P-51 Mustang); per questa ragione e sulla base dell'andamento del conflitto, la Republic ottenne il consenso allo sviluppo di un progetto completamente nuovo.
La nuova creatura di Alexander Kartveli, ingegnere di origine russa, era disegnata intorno al turbogetto General Electric TG-180 (motore a getto a compressore assiale divenuto in un secondo tempo Allison J35) e si caratterizzava per la semplicità delle linee: la presa d'aria era frontale (il condotto veniva sdoppiato per far scorrere il flusso d'aria sui fianchi dell'abitacolo), le ali erano dritte, a pianta quasi rettangolare ed il carrello d'atterraggio era di tipo triciclo anteriore.
Vennero ordinati tre prototipi, dei quali solamente due vennero effettivamente realizzati; il primo di questi (trasportato presso la Edwards Air Force Base da un Boeing C-97 nel dicembre del 1945) effettuò il primo volo il 28 febbraio 1946.
Il secondo prototipo stabilì nell'estate del 1946 un nuovo primato di velocità in volo livellato: 611 mph, ma venne superato in giornata dalle 616 mph ottenute dall'inglese Gloster Meteor.
Dopo i prototipi (denominati XP-84), venne iniziata la costruzione delle macchine di pre-serie: era prevista la realizzazione di 25 unità che incorporavano alcune modifiche strutturali (la più vistosa riguardava l'installazione di serbatoi di carburante alle estremità alari) e sulle quali venne installato l'armamento di sei mitragliatrici (quattro nel cono di prua e due annegate nello spessore alare, in corrispondenza della radice). Il lotto di pre-serie venne tuttavia ridotto a 16 esemplari, dopodiché si passò alla produzione delle macchine della prima versione definitiva (denominata P-84B).
L'ordine iniziale consisteva in 500 velivoli (ribattezzati, dal giugno del 1948 F-84B) ma, tra il 1947 e il 1948, ne furono consegnati solo 226; gli esemplari successivi vennero prodotti nella versione F-84C (dotata di impianti elettrico ed idraulico migliorati, maggiore capienza dei serbatoi e motore con condotto di scarico accorciato).
Le modifiche alla struttura erano una costante nello sviluppo del Thunderjet e così anche la versione F-84C passò da una commessa iniziale di 409 macchine ad una realizzazione effettiva di 191 velivoli, per poi essere sostituita dalla F-84D equipaggiata con la versione 17D dell'Allison J35, irrobustita negli alettoni e dotata di un sistema semplificato per la ritrazione del carrello d'atterraggio.

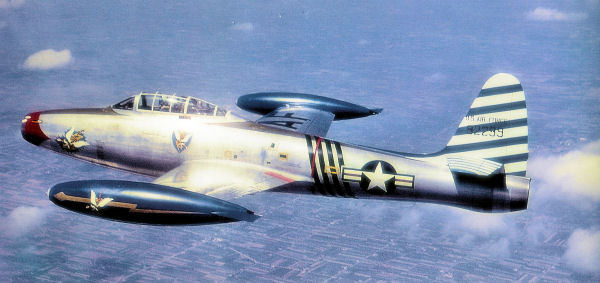
Un F-84E del 36th Fighter-Bomber Wing, di base presso la Fürstenfeldbruck Air Base in Germania, nel 1951.

Nuove modifiche, per l'ennesima volta, non si fecero attendere e dopo il completamento del 154 °F-84D, la struttura del velivolo venne ulteriormente rivista con la nuova versione F-84E: la lunghezza della fusoliera venne incrementata di 30 cm (consentendo di ampliare le dimensioni della cabina di pilotaggio e di incrementare le dimensioni dei serbatoi di carburante) e vennero introdotti due piloni subalari in grado di accogliere carichi offensivi o, a seconda delle necessità, serbatoi ausiliari di carburante.
Di considerevole importanza fu la predisposizione per l'installazione di razzi JATO (acronimo di Jet-fuel Assisted Take Off); si intendeva, con la spinta aggiuntiva fornita dai razzi, porre rimedio ad una caratteristica che aveva costantemente assillato i Thunderjet fin dalle prime versioni: la necessità di una lunghissima corsa per il decollo che, con l'aumento del peso dei velivoli delle versioni più recenti, aveva prodotto una casistica di decolli abortiti numericamente preoccupante.
Gli sviluppi successivi procedettero parallelamente: la versione F-84F avrebbe adottato l'ala a freccia, dando vita (come detto) ad un velivolo decisamente diverso (il cui nome venne per altro cambiato in Thunderstreak, pur mantenendo la sigla F-84), mentre l'F-84G avrebbe mantenuto l'ala dritta (nonché il nome) delle precedenti versioni e, con le sue 3 025 unità, sarebbe diventata la versione prodotta nel maggior numero di esemplari.
L'F-84G era equipaggiato con un motore Allison J35 (nella versione A-29) di maggior potenza, aveva il tettuccio della cabina di pilotaggio di conformazione modificata rispetto ai precedenti, era dotato di sonda per il rifornimento in volo (posizionata nella semiala sinistra) ed era dotato di pilota automatico in previsioni di missioni a lungo raggio.
L'ultimo sviluppo del progetto riguardò una versione da ricognizione fotografica dell'F-84F, caratterizzata dallo spostamento delle prese d'aria per il motore nelle radici alari poiché il cono di prua ospitava gli apparati fotografici. Anche in questo caso le modifiche apportate diedero vita ad un velivolo decisamente diverso che pur mantenendo la sigla (RF-84F) correlata al progetto originario, venne ribattezzato con il nome di Thunderflash.

## Tecnica

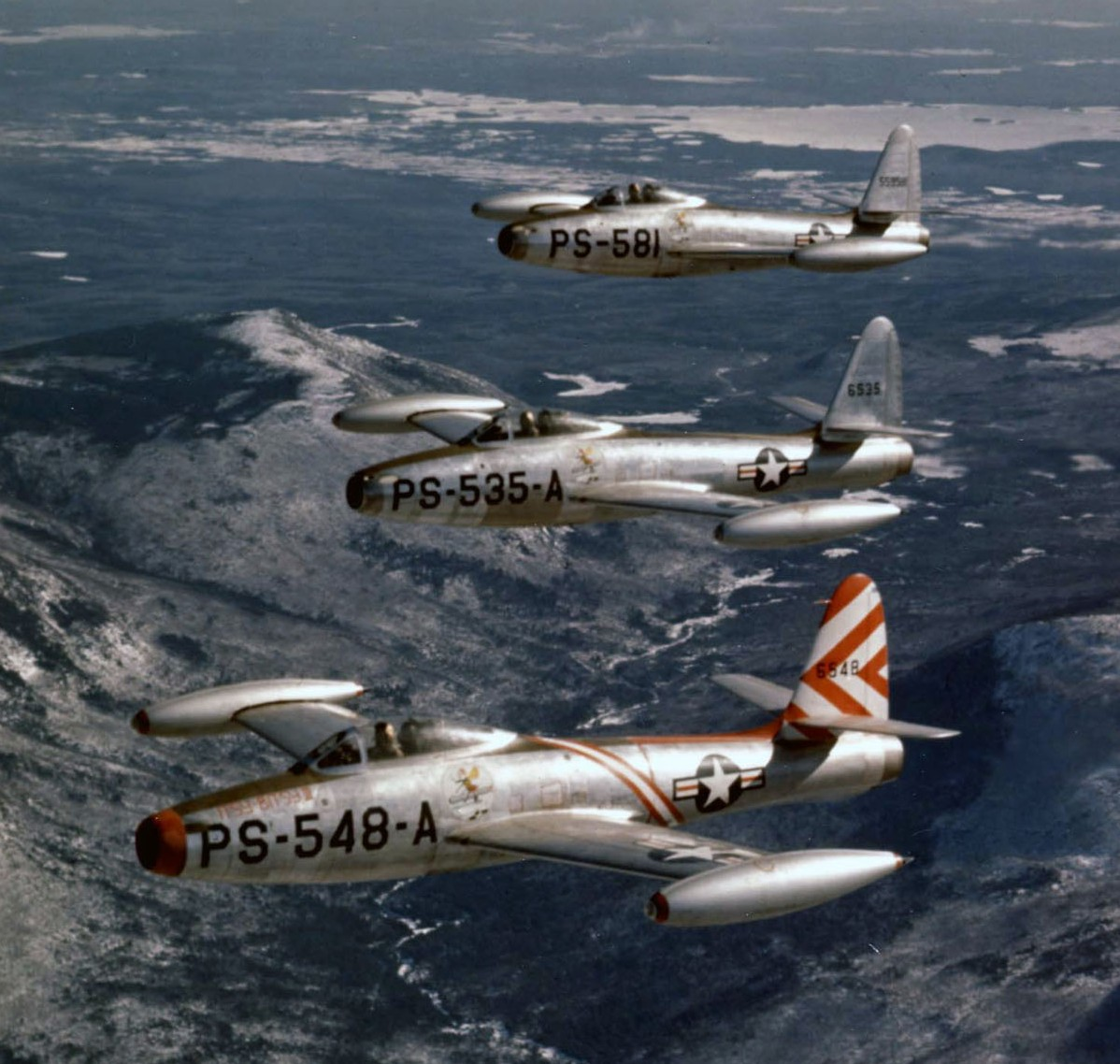
Tre F-84, 48th Fighter Squadron, 14th Fighter Group, 1948.

### Struttura
Il Thunderjet era una macchina piuttosto convenzionale ma dalla struttura molto robusta. La fusoliera incorporava il motore, disposto a sbalzo ed installato subito dietro il longherone posteriore dell'ala; in questo modo era sufficiente smontare il tronco posteriore della fusoliera per provvedere con facilità alla manutenzione. Il cono di prua era tronco ed aperto anteriormente fungendo da presa d'aria per il motore; il condotto di aspirazione si sdoppiava all'altezza della cabina di pilotaggio, scorrendo ai lati, ed arrivava al motore. Il condotto di scarico era disposto nel terminale di coda, sotto gli impennaggi.
L'ala era rettilinea, con leggera rastrematura verso le estremità, e terminava con un serbatoio di carburante in ogni semiala. Anche gli impennaggi erano rettilinei, caratterizzati da un diedro di 5° nei piani orizzontali.
Il carrello era di tipo triciclo anteriore; risultava insolitamente alto per assicurare che la coda non toccasse il terreno nelle manovre di decollo ed atterraggio.

### Motore
Tutte le versioni del Thunderjet erano equipaggiate con il turbogetto Allison J35. Questo propulsore, originariamente sviluppato dalla General Electric con la denominazione TG-180, fu il primo turbogetto a compressore assiale realizzato negli Stati Uniti d'America. La spinta sviluppata dal motore passò dai 17,8 kN della versione J35-15C (installata sull'F-84B) ai 24,9 kN della J35-A-29 (installata sull'F-84G).

### Armamento
L'armamento del Thunderjet era costituito da 6 mitragliatrici Browning M3 da 12,7 mm, di cui 4 disposte nel cono di prua e 2 alloggiate alle radici delle semiali.
I carichi di caduta erano agganciati sotto le semiali e potevano essere costituiti da razzi oppure bombe tradizionali; nella versione F-84G, il Thunderjet fu il primo velivolo monoposto dell'USAF equipaggiato con una bomba nucleare. Nello specifico la bomba era la Mark 7 Thor che veniva lanciata con il sistema del bombardamento in cabrata, con l'ausilio di sistemi LABS (low-altitude bombing system).

## Impiego operativo

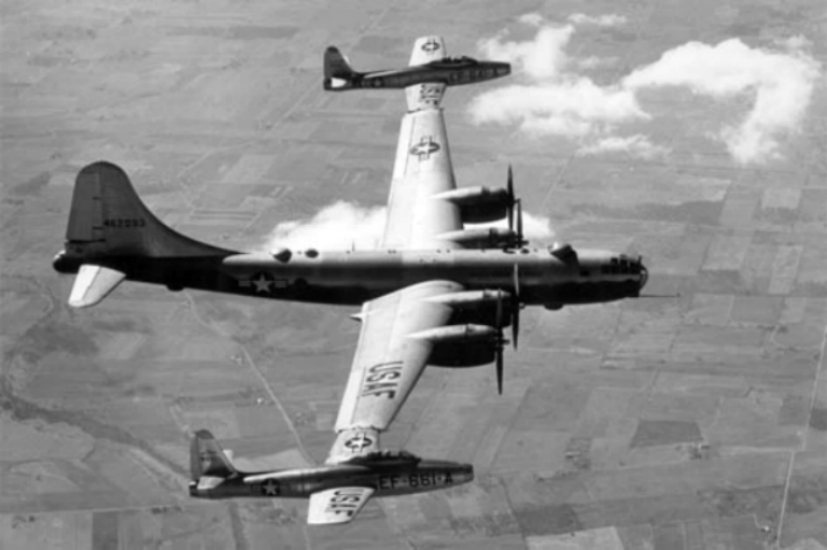
Due F-84 usati nel progetto sperimentale Tom-Tom.

I primi esemplari di P-84B giunsero ai reparti nell'autunno del 1947 e nel mese di dicembre divenne operativo il 14th Fighter Group, di base presso la Columbus Air Force Base.
Al Thunderjet furono presto imposte limitazioni operative riguardanti la velocità massima: questa infatti non doveva superare Mach 0,82 in quanto il velivolo (in regime transonico) tendeva a sollevare violentemente il muso, tanto che si registrarono anche casi di danni strutturali.
La versione F-84D fu la prima a vedere l'impiego operativo in combattimento, durante la guerra di Corea: nel ruolo di intercettore, il confronto diretto con il MiG-15 era proibitivo, stanti le caratteristiche del jet sovietico che lo rendevano estremamente adatto al combattimento manovrato su brevi distanze. Impiegato in missioni di attacco mise in luce robustezza, capacità di trasportare carichi offensivi e stabilità in volo, venendo apprezzato come valida piattaforma di tiro. Nel corso del conflitto i Thunderjet compirono oltre 86 000 missioni, sganciando più di 50 000 t di bombe subendo, nel medesimo tempo, solamente 153 abbattimenti in combattimento. In Corea l'F-84 fu il primo caccia dell'USAF ad utilizzare il rifornimento in volo.
Alcuni esemplari di Thunderjet vennero impiegati nella sperimentazione dei progetti Tom-Tom e FICON relativi all'impiego di caccia parassita, da destinare alla scorta ai bombardieri.
Il Thunderjet venne esportato in molti paesi stranieri, in particolare alle forze armate dei paesi aderenti alla NATO nell'ambito del Mutual Defense Assistance Program, tra cui l'Aeronautica Militare che ne impiegò 254 a partire dal 1952. Venne impiegato in combattimento, a partire dai primi anni sessanta, dalla Força Aérea Portuguesa nel corso dei conflitti svoltisi nei territori delle colonie (la cosiddetta guerra coloniale portoghese).

## Versioni
- XP-84: denominazione assegnata ai due prototipi realizzati; erano privi dei serbatoi alle estremità alari e montavano reattori Allison J35-A-7.
- YP-84: sedici esemplari di pre-serie; alcuni erano armati con le sole 4 mitragliatrici nel muso e in alcuni fecero la loro comparsa i serbatoi all'estremità di ciascuna semiala; erano dotati di motori J34-A-15.
- F-84B: Prima versione di produzione; 226 esemplari costruiti. Equipaggiata con motori Allison J35-A-15C.
  - EF-84B: due esemplari modificati per l'impiego come aerei parassiti per il bombardiere B29 nell'ambito del Progetto Tom-Tom.
- F-84C: modello con motore J35-13C dotato di scarico accorciato e altre piccole modifiche. Vennero costruiti 191 esemplari, attorno al 1948.
- F-84D: primo importante miglioramento del progetto basico, con motore J35-17D da circa 22,2 kN di forza, predisposizione per il carburante JP-4 ed altre modifiche, ma senza particolari miglioramenti in termini di prestazioni complessive.
- F-84E: versione matura del progetto iniziale, con predisposizione per serbatoi alle estremità alari da 900 litri, fusoliera allungata per consentire più spazio per l'abitacolo e un telemetro radar APG-30. Furono costruiti 843 esemplari, entrati in servizio nel 1949.
- F-84G: versione definitiva, di cui vennero costruite complessivamente 3 025 macchine; capace di impiegare bombe nucleari tattiche. Il motore era il J-35-A-29 che sviluppava una forza di 24,9 kN.
- F-84KX: si trattava di 80 velivoli dell'USAF che vennero ricondizionati per l'impiego come bersagli da parte dell'US Navy.

## Utilizzatori
Belgio
- Composante air de l'armée belge

 Danimarca
- Flyvevåbnet

 Francia
- Armée de l'air
  - Patrouille de France (1953-54)

 Germania Ovest
- Luftwaffe

 Grecia
- Polemikí Aeroporía

 Iran
- Royal Iraqi Air Force

 Italia
- Aeronautica Militare

 Jugoslavia

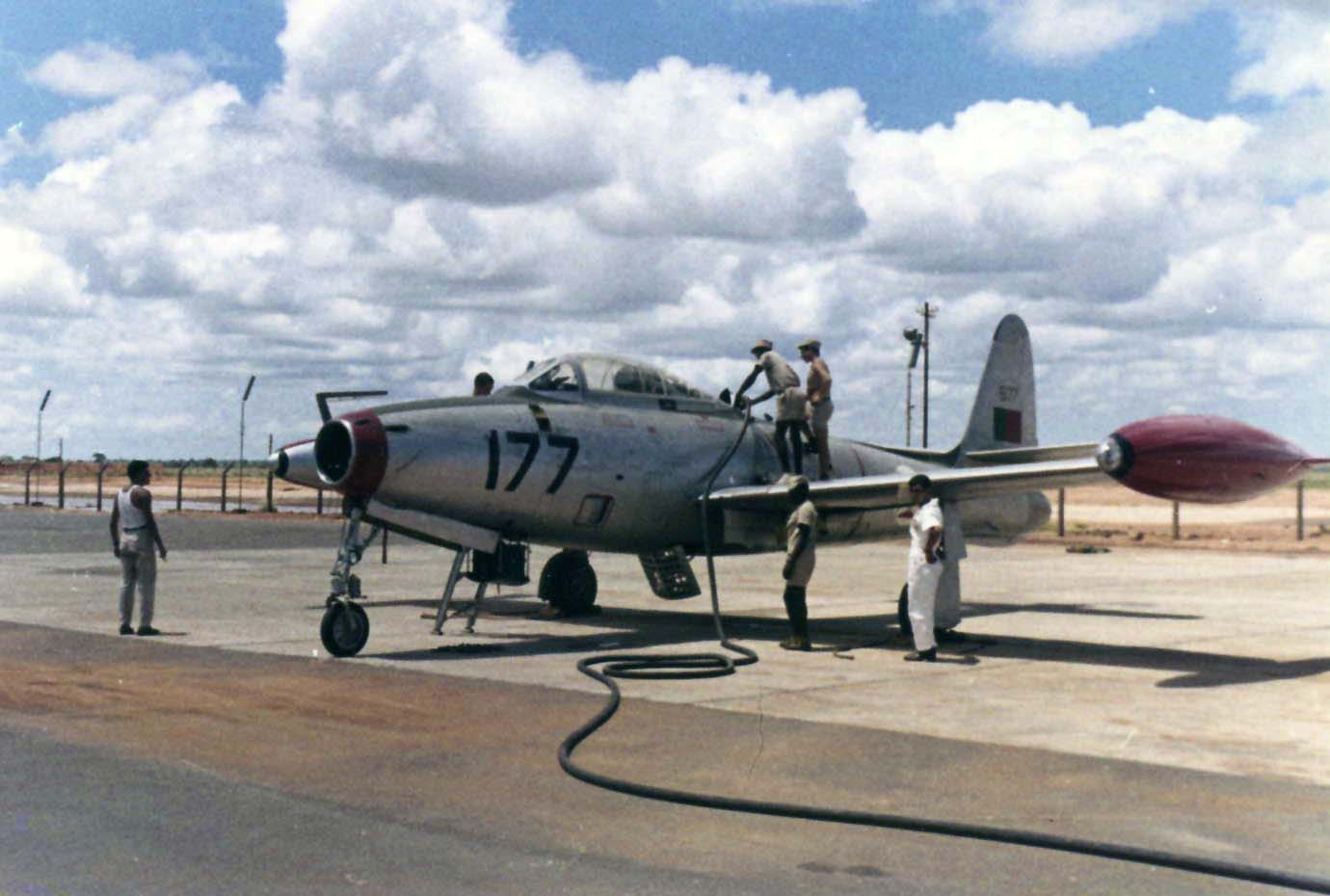
Un F-84 della'Força Aérea Portuguesa.

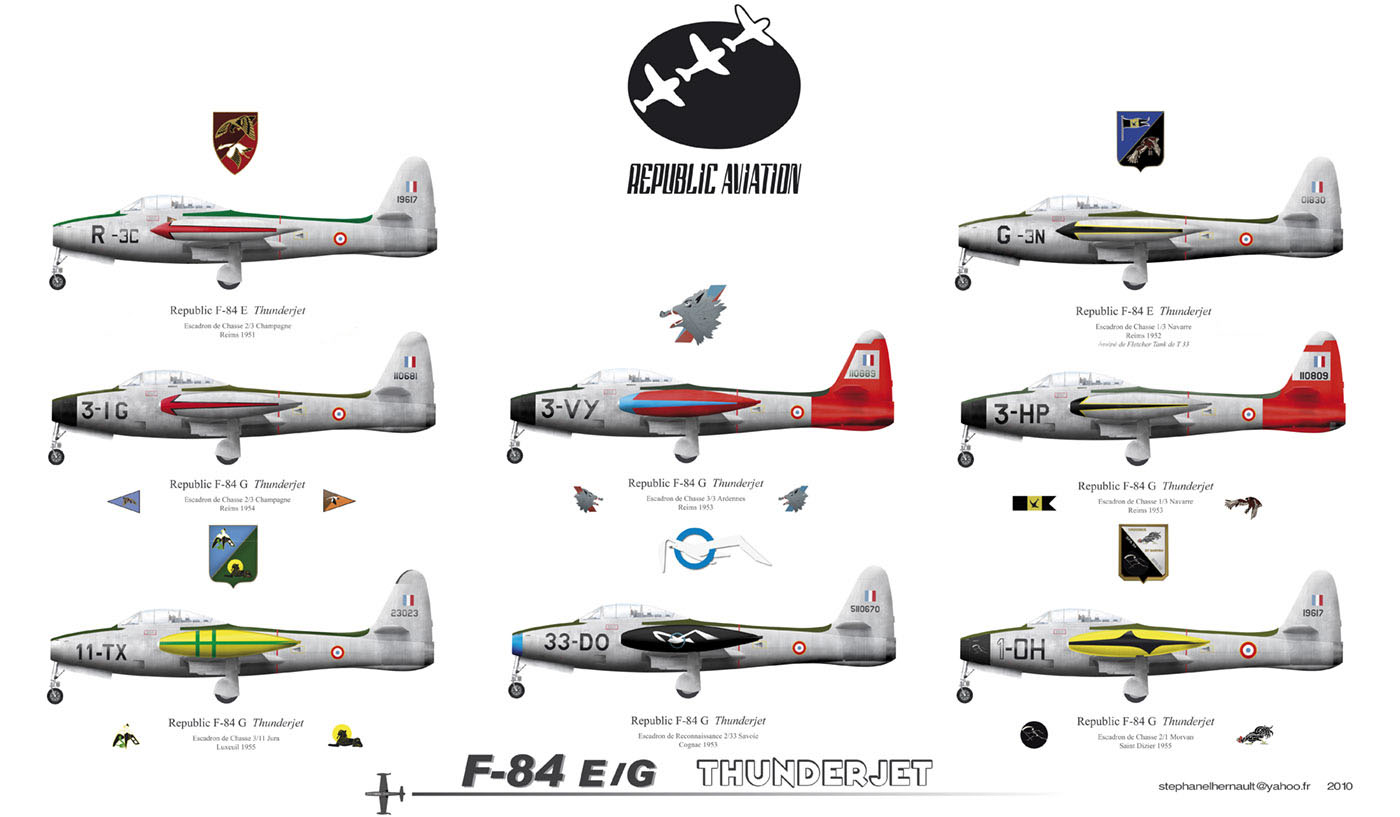
F84 E&G Thunderjet French Air Force 1951-1955

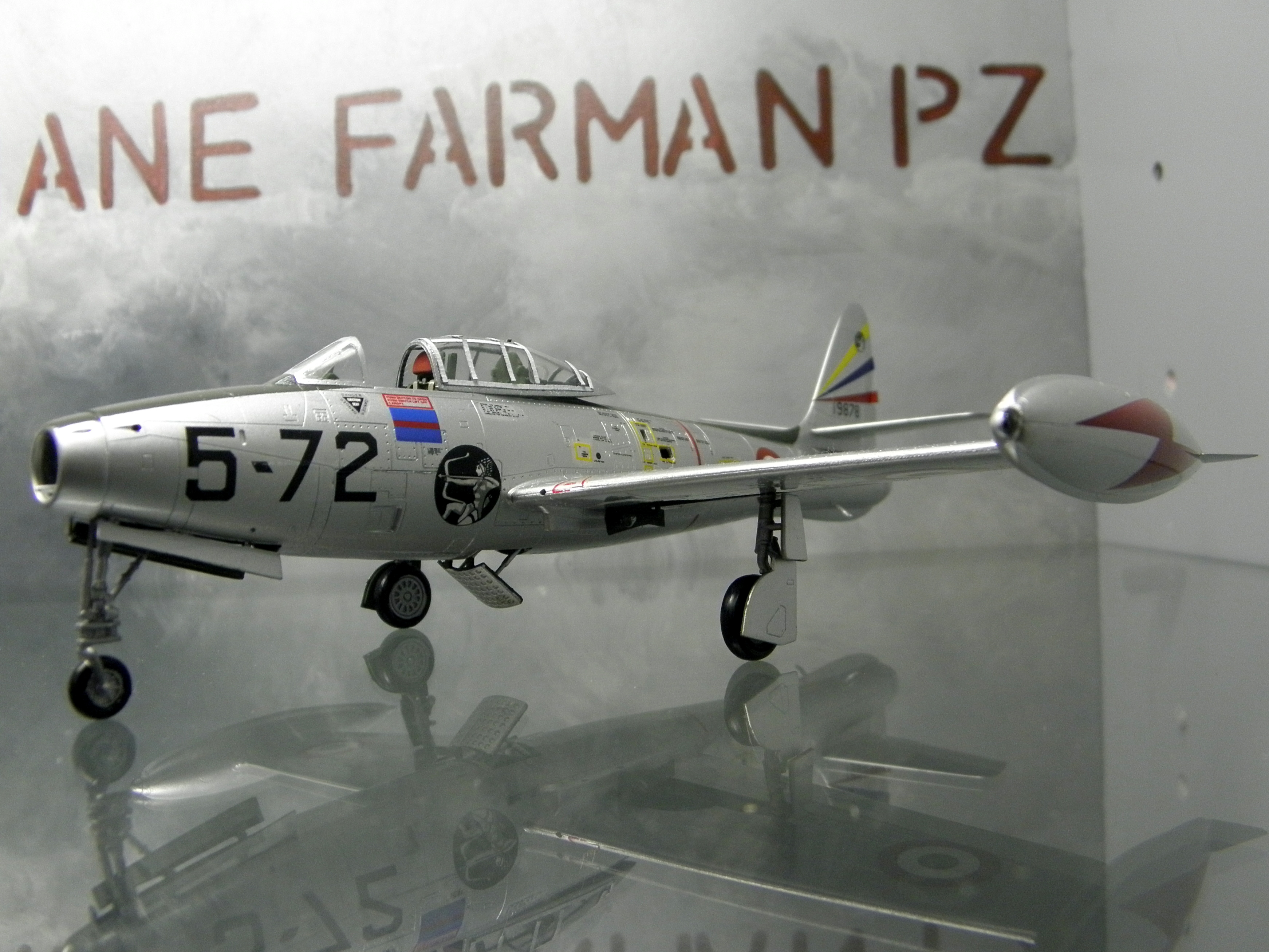
Voghiera, Museo del modellismo storico: modello in scala di un F-84G Thunderjet nella livrea della pattuglia acrobatica Guizzo dell'Aeronautica Militare.

- Jugoslovensko ratno vazduhoplovstvo i protivvazdušna odbrana

 Norvegia
- Kongelige Norske Luftforsvaret

 Paesi Bassi
- Koninklijke Luchtmacht

 Portogallo
- Força Aérea Portuguesa

 Stati Uniti
- United States Air Force

 Taiwan
- Republic of China Army Aviation and Special Forces Command

 Thailandia
- Kongthap Akat Thai

 Turchia
- Türk Hava Kuvvetleri

## Esemplari attualmente esistenti
Grazie anche alla diffusione degli F-84 nelle sue diverse versioni, sono ancora molti gli esemplari conservati ed esposti nei vari musei aeronautici.
A Vigna di Valle (RM) nel marzo 2009 sono stati consegnati al Museo storico dell'Aeronautica Militare di Vigna di Valle due F-84 restaurati dall'AMI, un F-84G con la livrea e le insegne della pattuglia acrobatica Tigri Bianche della 51ª Aerobrigata di base ad Istrana (TV) ed un F-84F con la livrea e le insegne del 156º Gruppo del 36º Stormo basato presso l'aeroporto di Gioia del Colle (BA).

## Modellismo
- (EN) F-84 Thunderjet, F-84 Thunderstreak, RF-84 Thunderflash, XF-91 Thunderceptor, su Cybermodeler Online, http://www.cybermodeler.com, 26 novembre 2009. URL consultato il 2 aprile 2010.
- (EN) Tom Cleaver, Thunderjet!, su Internet Modeler, http://www.internetmodeler.com. URL consultato il 12 maggio 2010.